# Atlantis (djur)
För andra betydelser, se Atlantis (olika betydelser).
Atlantis är ett släkte av skalbaggar. Atlantis ingår i familjen vivlar.

## Dottertaxa tillAtlantis, i alfabetisk ordning[1]
- Atlantis australis
- Atlantis calcatrix
- Atlantis clavatus
- Atlantis excelsa
- Atlantis florae
- Atlantis grayanus
- Atlantis inconstans
- Atlantis instabilis
- Atlantis lamellipes
- Atlantis lanatus
- Atlantis lauripotens
- Atlantis mendax
- Atlantis navicularis
- Atlantis schaumi
- Atlantis subnebulosus
- Atlantis tibialis
- Atlantis ventrosus
- Atlantis vespertinus